# Càrrega mundial de morbiditat
La Càrrega mundial de morbiditat és un estudi de la mortalitat i la discapacitat causades per 107 malalties i 10 factors de risc. Es tracta d'un programa amb la col·laboració de més de 1.800 investigadors de 127 països. El seu objectiu era donar informació de les malalties amb més incidència a escala global.

## Càrrega de malaltia al món (2002): Factors de risc
Remarcades en negreta estan les més importants.
- Malnutrició:
  - Malnutrició infantil i materna.
  - Pes baix.
  - Anèmia, vitamina A i zinc.
  - Baix consum de fruites, verdures;
  - Poca activitat física.
- Hipertensió arterial, hipercolesterolèmia i obesitat.
- Sexe insegur, sense contracepció ni protecció contra les ITS.
- Abús de tabac, alcohol i altres drogues.
- Aigües insalubres, contaminació, plom i el canvi climàtic.
- Ocupacionals:
  - Accidents laborals.
  - Carcinògens.
  - Partícules
  - Ergonomia
  - Soroll ambiental
- Injeccions insegures.
- Abús sexual infantil

### Problemes més freqüents als països en vies de desenvolupament
- Baix pes.
- Sexe insegur.
- Aigües insalubres.

### Problemes més freqüents als països desenvolupats
1. Tabaquisme.
2. Hipertensió arterial (HTA).
3. Alcoholisme.